# José Pons y Enrich

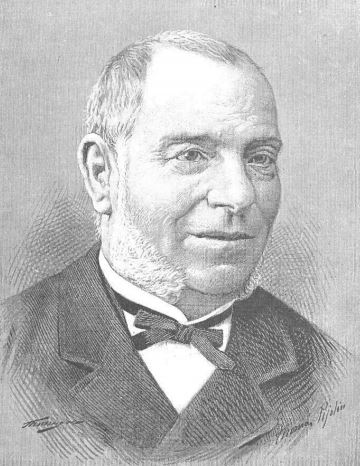
Josep Pons y Enrich, industrial catalán.

José Pons y Enrich (Manresa, 1811-Barcelona, 1893) fue un industrial español. 
Organizó varias fábricas de filamentos y tejidos de algodón en Sallent de Llobregat (1845), Navarcles (1851), San Juan de Torruella (1852) y Manresa (1853). En 1876 fundó la Colonia Pons en Puigreig. Fue director y director de la Caja de Ahorros de Manresa y promotor de los ferrocarriles entre Barcelona y Zaragoza por Manresa y de Manresa a Berga.
Su hijo fue el también empresario Luis Gonzaga Pons.